# Lienardia crassicostata
Lienardia crassicostata är en snäckart. Lienardia crassicostata ingår i släktet Lienardia och familjen Turridae. Inga underarter finns listade i Catalogue of Life.